# Eisenzecher Zug
Der Eisenzecher Zug (auch „Eisenzeche“; auf Platt „ahl Isezeäche“) war eine Verbundgrube mit gleichnamiger Hauptgrube im Oberen Kesselborntal südwestlich von Eiserfeld, einem Stadtteil von Siegen im Siegerland. Mit weit über 20 angeschlossenen Gruben war er einer der größten Verbände und die tiefste Grube im Siegerländer Erzrevier. Johann Philipp Becher nannte die damalige Eisenzeche im Jahr 1789 auch „Königin der Eisensteingruben“.
Der Eisenzecher Zug gilt als Typlokalität für das in dieser Zeche erstmals entdeckte Mineral Lepidokrokit.

## Gangmittel
Der Eisenzecher Gangzug hatte eine Länge von ca. 2 km und zog sich von Nordosten nach Südwesten. Neben den Gruben der späteren Verbundgrube Eisenzecher Zug bauten auch andere Betriebe auf dem Gangzug, die größte unter ihnen war die spätere Betriebsabteilung Concordia bei Dermbach.
Das Gangmittel Eisenzeche hatte im Eisenzecher Stollen eine abbauwürdige Länge von 258 m und war 8–18 m mächtig. Im Reinhold Forster Erbstollen verringerte sich die Länge zwar auf 124 m, dafür nahm die Mächtigkeit auf 16–24 m zu. Das Nöllcher Mittel war 70 m lang und 1–2 m mächtig. Der Gang Kirschenbaum führte mit 106 m Länge und bis zu 5 m Mächtigkeit den reinsten Spateisenstein.
Das Grauebacher Gangmittel hatte eine Länge von 240 m und war 4,8 m mächtig. In den oberen Teufen kam Kupfererz vor. Der Gang Schlänger & Eichert war von den Einzelgruben der kleinste, nur noch unterboten vom Nöllcher Gang. Die Länge betrug 100 m, die Mächtigkeit 2,75 m, auch hier kam in den oberen Teufen Kupfererz vor. Das Gangmittel der Grube Scheuer war 220 m lang und 2,5 m mächtig.
In 150–300 m Teufe hatten die Mittel eine Gangfläche von 4325 m². Diese vergrößerte sich bis in 500–550 m Teufe auf knapp 8000 m², in 790 m verringerte sie sich wieder auf 1000 m² Gangfläche. In der Teufe waren die Mittel im Durchschnitt nur noch 2–6 m, an einigen Stellen bis zu 8 m mächtig.

## Gelände und Übertageanlagen

Eine Ansichtskarte der Grube aus dem Jahr 1912

Eine Ansichtskarte der Grube mit einer Szene unter Tage, 1910

In den 1880er Jahren entstanden die ersten zentralen Tagesanlagen im Kesselborntal nach der Gründung der Tiefbaugesellschaft und dem Abteufen des Kaiser-Wilhelm-Schachtes 1881. Bis in die Jahre um 1950 veränderten sich diese Anlagen ständig. Nordwestlich des Schachtes stand das Fördermaschinenhaus, dem sich daneben südlich das Zechenhaus anschloss. Nördlich des Fördergerüstes, das 1910 durch ein neues ersetzt wurde, war die Werksküche in einem kleineren Gebäude untergebracht. Südöstlich des Schachtes war das Kesselhaus. Der 1894 abgeteufte Neue Schacht befand sich im selben Gebäude südwestlich des ersten Schachtes, sein Fördergerüst war um 90° gedreht, so dass sich das Fördermaschinenhaus südwestlich anschloss. Direkt neben dem Gerüst standen Maschinen- und Traforaum sowie etwas weiter entfernt zwei Kühltürme. Auch das Gerüst des Neuen Schachtes wurde 1910 durch ein neues ersetzt. Nördlich, in der Ecke zwischen dem ersten Fördermaschinenhaus und der Werksküche war das Büro untergebracht, nordwestlich davon standen die Gebäude der Werkstätten. In der Reihe befanden sich Bohrschmiede,  Schmiede, Schlosserei, Elektrowerkstatt und Schreinerei. Östlich der Werkstätten wurde später eine modernere Rohspataufbereitungsanlage erbaut, die 1953 bei einem Großbrand vernichtet wurde. Zwischen der Anlage und dem Fördergerüst des Kaiser-Wilhelm-Schachtes verlief ein Band auf Stützen zur Beförderung des Erzes vom Schacht in die Aufbereitung. Südöstlich davon befand sich die Röstofenanlage und darunter die alte Aufbereitungsanlage der Grube. Südlich dieser Anlagen war der Gleisanschluss an die Eisern-Siegener Eisenbahn und die Beladung der Loks angelegt. Von dem Gelände führte eine Bremsbahn hinauf zum Schacht. An dessen unterem Ende war ein Stollen, der unterirdisch bis an den Schacht führte. Rechts und links des Bahnanschlusses standen Kalk- und Holzlager sowie ein Zimmerschuppen und eine Waage. Die Gleise verliefen am rechten Hang durch das Kesselborntal, dann in zwei Spitzkehren in die Talmulde herab und von da an in Richtung Eiserfeld selbst.

## Geschichte

### Anfänge des Bergbaus auf dem Gangzug
Rund um das Tal erstrecken sich Spuren des alten Bergbaus im Gebiet in Form von Pingen, Pingenzügen, Halden und alten Stollen. Die ältesten Erwähnungen von Gruben auf dem Eisenzecher Gangzug gehen auf das Jahr 1465 zurück, der ersten Erwähnung der Gruben Eisenzeche und Kirschenbaum. In einem Verzeichnis von Zehnteinnahmen des Siegener Bergmeisters Heintze Brüne stehen die Gruben „uff der Isenzechen“, „uff dem obersten“ und „uff deme rechten Kirßbaum“. Daneben werden „Graenbach“ und eine außer Betrieb stehende („wuste“) Grube „zween Kirßbom“. Von den über 40 damals existenten Bergwerken in der Region befanden sich neun auf dem Eisenzecher Gangzug.

### Einzelgruben
Nachfolgend sollen die Haupt- bzw. die größten Gruben des Eisenzecher Zugs genauer beschrieben werden.

#### Eisenzeche
1465 wurde die Grube als „uff der Isenzechen“ erstmals erwähnt. 1495 wurde die Grube abermals erwähnt. Um 1600 war die Förderung der Grube mit Kirschenbaum zusammen fünfmal so hoch wie die der Grube Stahlberg bei Müsen, gefördert wurden ca. 10–15 Wagen Spateisenstein, dies entsprach ca. 20 t Erz. Im 16. Jahrhundert wurde der Obere Eisenzecher Stollen angelegt, 1769 folgte der Tiefe Eisenzecher Stollen. Der Stollen wurde gemeinschaftlich durch die Gruben Eisenzeche, Kirschenbaum und Kalteborn getrieben und erreichte 1789 335 m Länge. Die Teufe der Grube betrug im selben Jahr 75 m. 1856 wurde der Eisenzecher Gang angehauen. Die Kosten verteilten sich zu 5/8 auf die Grube Eisenzeche und zu 3/8 auf die Gruben Kirschenbaum und Kalteborn. Seine Gesamtlänge betrug 1465 m. Zwischen 1730 und 1740 entstand ein Streit zwischen den Gruben Eisenzeche und Nöllchen, der 1740 damit endete, dass Nöllchen aufgekauft wurde. Zwischen 1751 und 1784 wurden insgesamt ca. 55.000 t Eisenstein gefördert. Ab 1794 wurde mit Hunden durch den Oberen Stollen gefördert. Um 1800 arbeiteten 14 Bergmänner in der Grube. 1848 wurde am Tiefen Stollen ein Zechenhaus und ein Fahrweg zur Verbindungsstraße Eiserfeld–Neunkirchen gebaut.
Während die Fördermengen (siehe Tabelle) im 18. Jahrhundert noch bei maximal 1.400 t lagen, stieg die Förderung ab 1850 im Zuge der Industrialisierung innerhalb weniger Jahre stark an und lag im Jahr der Konsolidation zu Eisenzecher Zug bei 62.888 t.

#### Kirschenbaum

Der Reinhold Forster Erbstollen diente den Eisenzecher Gruben als Erb- und zeitweise auch als Förderstollen.

Die Grube Kirschenbaum wurde 1465 erstmals erwähnt und war nach der Eisenzeche die zweitgrößte Grube im Verbund. 1495 ist in einer Urkunde die Rede von drei Gruben auf dem Kirschenbaumer Gang. 1557 wurde die Förderung eingestellt. Die Gruben Untere Kirschenbaum und Mittlere Kirschenbaum nahmen im Jahr 1571 den Betrieb wieder auf. Bereits im 16. Jahrhundert wurden wöchentlich 20–25 t Eisenerz gefördert. Dies entsprach ca. 1.000 t jährlich. 1863 betrug die Förderung 12.100 t. Sie fiel 1870 auf 7.600 t und stieg bis 1885 nur langsam wieder auf 8.811 t an. danach wurde wieder stärker gefördert, 1894 waren es 50.688 t Eisenstein.

#### Grauebach
1465 wurde die Grube Grauebach erstmals erwähnt. Der Abbau dürfte allerdings älter sein. 1730 wurde die Förderung nach einer Stilllegung wieder aufgenommen, in diesem Jahr wurde der Obere Grauebacher Stollen angelegt. 1797 wurde ebenfalls neu gemutet. Die Förderung steigerte sich ab den 1850ern ähnlich wie bei den anderen Gruben um das drei- bis vierfache innerhalb weniger Jahre. Im Jahr 1863 wurden 5.654 t Eisenerz gefördert, während es 1857 nur 2.364 t waren. Die Grube Grauebach war die drittgrößte Grube am Eisenzecher Gangzug und förderte im Jahr der Konsolidation 1894 bereits 38.308 t.

#### Scheuer und Schlänger & Eichert
Die Grube Scheuer wurde ebenfalls 1466 erwähnt, während die Grube Schlänger und Eichert erst 1619 erstmals erwähnt wurde. Auch hier wird der Abbau älter sein. Der Eicherter Stollen wurde Mitte des 19. Jahrhunderts stillgelegt. 1812 wurde der Tiefe Stollen der Grube angelegt. Ähnlich der Grube Scheuer wurde die Förderung erst in den frühen 60ern des 19. Jahrhunderts gesteigert. Die Förderung beider Gruben 1869 betrug 7.022 t bei Scheuer bzw. 5.506 t Eisenerz bei Schlänger & Eichert.

### Tiefbaugesellschaft

Verschiedene Handwerker der Grube Eisenzecher Zug um 1900

1865 kauften die Gruben Eisenzeche, Kirschenbaum, Schlänger & Eichert, Scheuer, Kalteborn, Bergmannslust, Feuer und Flamme, Hohe Pfannenberger Vereinigung, Verweide, Arminius, Freiberg, Römel und Harteborn den am 21. März 1805 in Eiserfeld angehauenen Reinhold-Forster-Erbstollen, der mit einer Gesamtlänge (inkl. Nebenstollen) von 7597,50 m den Erbstollen der Gruben am Eisenzecher Gangzug bildete.
| Grube               | Fördermenge 1885 |
| ------------------- | ---------------- |
| Eisenzeche          | 26.167 t         |
| Grauebach           | 11.789 t         |
| Kirschenbaum        | 8.811 t          |
| Scheuer             | 6.368 t          |
| Schlänger & Eichert | 3.299 t          |
| Gesamt              | 56.434 t         |

Am 21. September 1880 gründeten die Gruben Eisenzeche, Kirschenbaum, Grauebach, Scheuer und Schlänger & Eichert die Eisenzecher Tiefbaugesellschaft, um gemeinsam wirtschaftlicher Tiefbau betreiben zu können. Der Kaiserschacht wurde ab 1881 im Grubenfeld Kirschenbaum abgeteuft. Im April 1883 erreichte er bereits 137 m Teufe, im Dezember desselben Jahres wurde der Reinhold Forster Erbstollen in 187 m Teufe durchschlagen. Nachdem im Januar 1885 der Grauebacher und im März der Kirschenbaumer Gang erreicht wurden, erfolgte die erste Seilfahrt am 26. September desselben Jahres. 1900 wurde die 250-m-Sohle und 1905 die 450-m-Sohle angehauen. Später wurden 790 m Teufe erreicht. In 450 m Teufe wurde eine Strecke nach Findling getrieben.
1883 wurde die Eisern-Siegener Eisenbahn gebaut, durch die die Grube durch den Eiserfelder Bahnhof angeschlossen war. Der zweite Schacht wurde ein Blindschacht, abgeteuft wurde er ab 8. Oktober 1882 im Feld Scheuer. Ende 1884 erreichte er die 1. Sohle und im April 1885 den Scheuer-Gang. Insgesamt gab es elf weitere Blindschächte und ein Gesenk. Der dritte Schacht folgte im Jahr 1894 als Blindschacht mit 670 m Teufe. Ein abgesetzter Hauptschacht von 670–1190 m Teufe unter dem Reinhold-Forster-Erbstollen erreichte 1950 seine gesamte Teufe. In folgenden Jahren wurden die Sohlen angefahren:
| Im dritten Schacht - 1897: 150-m-Sohle - 1900: 250-m-Sohle - 1903: 350-m-Sohle - 1904: 450-m-Sohle - 1917: 670-m-Sohle | Im abgesetzten Hauptschacht - 1927: 730-m-Sohle - 1929: 850-m-Sohle - 1930: 910-m-Sohle - 1937: 1030-m-Sohle - 1950: 1130-m-Sohle |

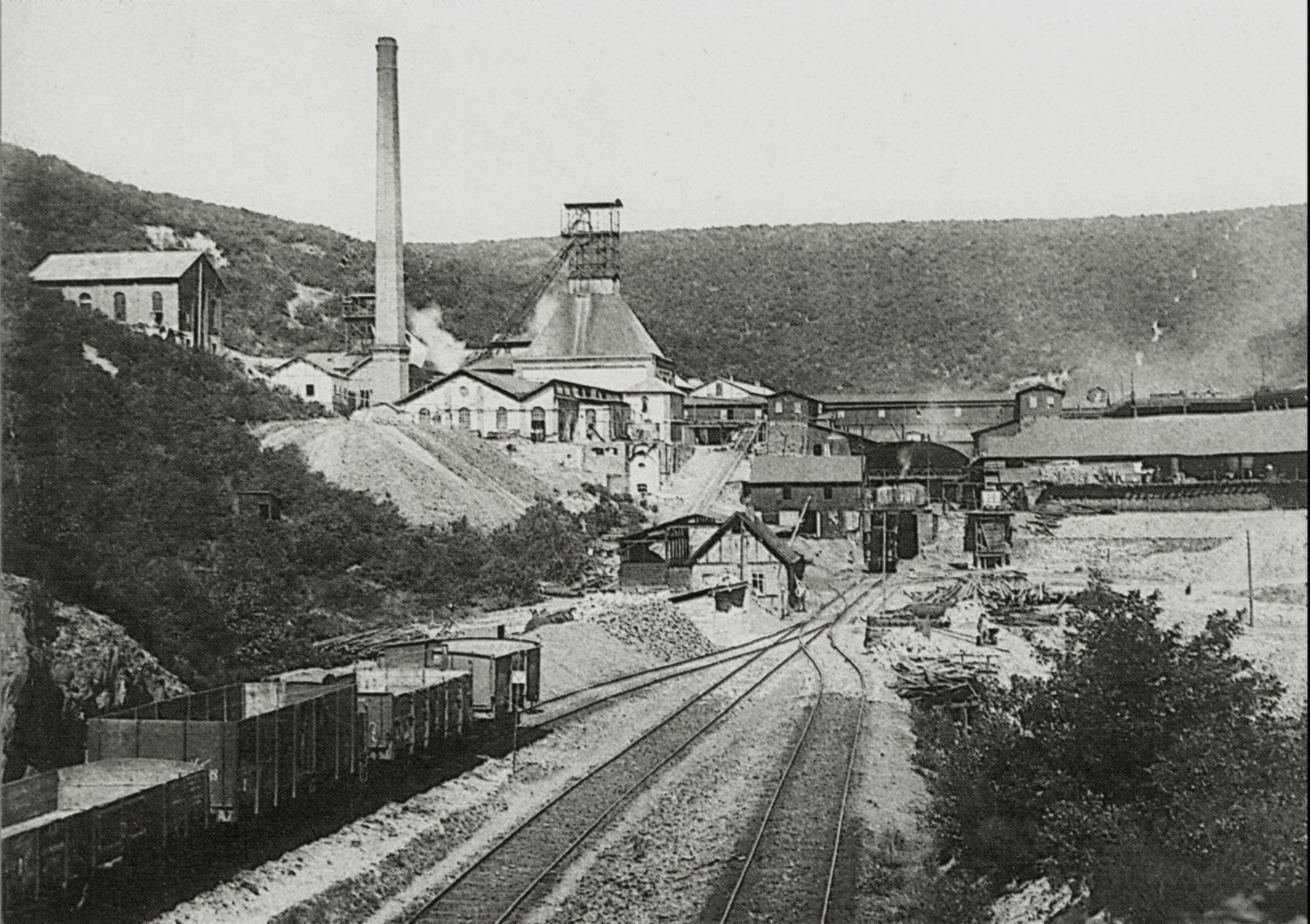
Grubenanlagen um 1905

Nachdem im Kesselborntal neue Tagesanlagen entstanden waren, unter anderem Fördergerüst und Schachthalle, eine Anlage zur Erzeugung von Druckluft für die Bohrmaschinen und eine Schmalspurbahn als Anschluss an die Eisern-Siegener Eisenbahn, beschloss man die Konsolidation der Gruben, um wirtschaftlicher arbeiten zu können. So schlossen sich die Gruben der Tiefbaugesellschaft und die Einzelbetriebe Kalterborn, Cons. Wilder Bär, Grüner Jäger und Hohe Pfannenberger Vereinigung gegen Ende des Jahres 1894 zur neuen Gewerkschaft Eisenzecher Zug. 1901 wurde im Tiefen Eisenzecher Stollen eine 46 m lange Versuchsstrecke nach Bergmannslust getrieben. Ein Jahr später wurde die letzte Lok Erz aus dem Reinhold-Forster-Erbstollen gefahren, ab dann wurden alle Erze über die Schächte zu Tage gehoben.

### Veränderungen und Wirtschaftskrise
Ab 1900 veränderte sich das Grubenbild ständig. 1910 wurden neue Fördergerüste aufgestellt und eine neue Zwillingsfördermaschine für Kaiserschacht und Schacht II angeschafft. Ab 1900 dienten Fahrdrahtloks zum Transport der Erze. Die von Siemens stammenden Loks brauchten 10 kV-Drehstrom. Elektrisch betriebene Kreiselpumpen zur Wasserhaltung wurden aufgestellt, Druckluftbohrhämmer wurden angeschafft. Eine einfache Aufbereitung und 32 Röstöfen wurden gebaut. 1912 folgte die Erweiterung zur elektromagnetischen Aufbereitung. 1901 waren 780 Bergleute beschäftigt, 1905 waren es bereits 920, davon 700 im Tiefbau. Inzwischen stieg die Erzförderung stetig an. Allein zwischen 1901 und 1910 wurden 2,1 Mio. t Eisenerz gefördert. 1914 erreichte die Förderung mit 313.106 t ihren Höchststand.
Im selben Jahr erfolgte der Durchschlag zur seit 1907 angeschlossenen Grube Concordia auf der 350-m-Sohle. Ab der 250-m-Sohle wurde alle 100 m in die Teufe eine Verbindung zur Grube hergestellt. 1914 kam der Grubenbesitz zur Hoesch AG (Dortmund). Am 18. November 1923 wurde die Förderung aufgrund der Wirtschaftskrise eingestellt. Gleichzeitig erreichte die Belegschaft mit 1100 Mitgliedern ihre größte Stärke. Nach kurzer Betriebsperiode wurde Mitte 1932 die Förderung abermals eingestellt. Seit 1. Mai 1930 wurde die Verwaltung der Grube Storch & Schöneberg übernommen. 1934 arbeiteten wieder 600 Leute auf der Eisenzeche, 1939 waren es 654.
1943 waren noch 820 Bergleute beschäftigt. Im darauffolgenden Jahr wurde der Betrieb eingestellt.

### Nachkriegszeit und Stilllegung
1945 nahm man den Betrieb auf der Grube wieder auf, allerdings stand der abgesetzte Hauptschacht bis zur 970-m-Sohle unter Wasser, da es kriegsbedingt zu Stromausfällen und damit zum Ausfallen des Wasserhaltungsmaschinen kam. Nachdem das Wasser abgepumpt war, konnte die Förderung wieder aufgenommen werden. Im Juni 1946 wurde auch die Aufbereitung wieder in Betrieb genommen. 355 Belegschaftsmitglieder förderten in diesem Jahr „magere“ 18.584 t Eisenerz, 39 t Kupfererz und 81 t Schwefelkies.
Im Jahr 1953 wurde die Grube der Erzbergbau Siegerland AG angeschlossen. 1954 waren 450 Bergleute beschäftigt. Der Kaiserschacht wurde bis zu diesem Jahr genutzt. Mit 1343,33 m Gesamtteufe war sie bis zu ihrem Verkauf an die Grube Pfannenberger Einigkeit in Salchendorf im Jahr 1957 die tiefste Grube Europas.
In der Nacht vom 16. auf den 17. September 1953 brannte die naßmechanische Rohspataufbereitungsanlage komplett ab. Trotz Überlegungen wurde sie nicht wieder errichtet. 1954 folgte aufgrund des Brandes eine vorübergehende Stilllegung der Grube. Ab dem 1. Juli 1957 wurden alle Erze in der zur zentralen Aufbereitung umgebauten Grube Pfannenberger Einigkeit aufbereitet, nachdem am 22. Juni desselben Jahres eine 2,5 km lange unterirdische Verbindung fertiggestellt wurde. Diese lag in der Eisenzeche auf der 670 m-Sohle, am Pfannenberg auf 800 m. Die Schächte der Eisenzeche wurden umgerüstet und transportierten nun nur noch Material und Bergleute.
Trotz der wirtschaftlicheren Zusammenlegung der Gruben konnte sich der Betrieb nicht halten. Am 29. Februar 1960 wurde die Grube mit 150 Beschäftigten stillgelegt. In der letzten Betriebsperiode zwischen 1951 und 1960 wurden 378.230 t Erz gefördert. Mit Nebenbetrieben betrug die Förderung insgesamt 14,6 Mio. Tonnen Spateisenstein, nur auf Eisenzecher Zug kam man auf 11.065.879 t.
Heute werden die Gebäude und das Gelände der Grube industriell genutzt, die Bezeichnung Kaiserschacht ist weit bekannt und ist auch auf Landkarten zu finden.

## Konsolidationsgruben
Hier die größten Gruben des Verbundes (Hauptgruben fett markiert):
| Grube                    | Ortschaft | Erstverleihung    | Sonstiges                                             |
| ------------------------ | --------- | ----------------- | ----------------------------------------------------- |
| Concordia                | Dermbach  | 1875              | Tiefbau ab 1880; Gesamtteufe: 882 m; stillgelegt 1962 |
| Dreisling                | Brachbach | 27. Mai 1867      |                                                       |
| Eisenzeche               | Eiserfeld | 1465              | Kons. 1894 zu Eisenzecher Zug                         |
| Elias                    | Dermbach  | 17. Dezember 1861 |                                                       |
| Feuer und Flamme         | Eiserfeld | 18. April 1835    |                                                       |
| Freiberg                 | Eiserfeld | 29. Mai 1858      |                                                       |
| Grauebach                | Eiserfeld | vor 1466          | Kons. 1894 zu Eisenzecher Zug                         |
| Hohe Aussicht            | Eiserfeld | 18. Oktober 1857  |                                                       |
| Hose                     | Eiserfeld | 21. Juli 1858     | Kupfererzförderung 1864 / 1865: 11,9 t                |
| Kirschenbaum             | Eiserfeld | 1465              | Kons. 1894 zu Eisenzecher Zug                         |
| Oberster Kirschenbaum    | Eiserfeld | 23. Mai 1857      |                                                       |
| Rehhorn                  | Eiserfeld | 2. Oktober 1861   |                                                       |
| Reinhold-Forster-Stollen | Eiserfeld | 21. März 1805     | † 1902; Länge: 7597,50 m                              |
| Römelszeche              | Eiserfeld | 18. Juli 1857     |                                                       |
| Scheuer                  | Eiserfeld | vor 1466          | Kons. 1894 zu Eisenzecher Zug                         |
| Schlänger und Eichert    | Eiserfeld | vor 1619          | Kons. 1894 zu Eisenzecher Zug                         |
| Stiefel                  | Eiserfeld | 16. Mai 1908      |                                                       |
| Vater Werner             | Eiserfeld | 15. Januar 1856   |                                                       |
| Vater Werner III         | Eiserfeld | 16. Mai 1908      |                                                       |
| Vereinigter Findling     | Brachbach |                   | Konsolidation: 14. Dezember 1874                      |
| Verweide                 | Eiserfeld | 30. August 1865   |                                                       |
| Vollmond                 | Eiserfeld | 28. Mai 1858      |                                                       |
| Vorwärts                 | Eiserfeld | 6. August 1861    |                                                       |